# Robert Grünbaum
Robert Grünbaum (* 1967 in Leipzig) ist ein deutscher Politikwissenschaftler.

## Leben
Grünbaum studierte von 1989 bis 1994 Politikwissenschaft, Zeitgeschichte und Germanistik an der Universität Mannheim. 1999 wurde er bei Eckhard Jesse an der Technischen Universität Chemnitz mit der Dissertation Jenseits des Alltags. Das politische Engagement der DDR-Literaten in der Revolution von 1989/90 zum Dr. phil. promoviert.
Von 1994 bis 2000 war er wissenschaftlicher Mitarbeiter am Lehrstuhl für Politische Wissenschaft der Universität Bayreuth. Seit 2000 ist er Arbeitsbereichsleiter Gesellschaftliche Aufarbeitung, Publikationen und außerschulische Bildungsarbeit und seit 2001 außerdem stellvertretender Geschäftsführer der Bundesstiftung zur Aufarbeitung der SED-Diktatur in Berlin.

## Schriften (Auswahl)
- Deutsche Einheit (= Beiträge zur Politik und Zeitgeschichte). Leske und Budrich, Opladen 2000, ISBN 3-8100-2512-7. (2. Auflage 2010)
- Jenseits des Alltags. Die Schriftsteller der DDR und die Revolution von 1989/90 (= Extremismus und Demokratie. Bd. 5). Nomos, Baden-Baden 2002, ISBN 3-7890-8141-8.
- mit Rainer Eppelmann, Markus Meckel (Hrsg.): Das ganze Deutschland. Reportagen zur Einheit (= Aufbau-Taschenbücher. 7050). Aufbau-Taschenbuch-Verlag, Berlin 2005, ISBN 3-7466-7050-0.
- Der aufrechte Gang. Opposition und Widerstand in SBZ und DDR. Bundespräsident Horst Köhler und Rainer Eppelmann im Gespräch mit Zeitzeugen und Schülern. Hrsg. vom Bundespräsidialamt und der Bundesstiftung zur Aufarbeitung der SED-Diktatur, Metropol, Berlin 2010, ISBN 978-3-940938-33-6.
- mit Andreas H. Apelt, Martin Gutzeit (Hrsg.): Der Weg zur Deutschen Einheit. Mythen und Legenden. Metropol, Berlin 2010, ISBN 978-3-940938-91-6.
- Petra Bahr, Christhard-Georg Neubert (Hrsg.): Freiheit im Dialog. Eine Predigtreihe im 20. Jahr der Deutschen Einheit (= Edition St. Matthäus). Stiftung St. Matthäus u. a., Berlin 2010, ISBN 978-3-9809943-6-1.
- Wolf Biermann 1976. Die Ausbürgerung und ihre Folgen. 2. überarbeitete Neuauflage, Landeszentrale für politische Bildung Thüringen, Erfurt 2011, ISBN 978-3-937967-85-1.
- mit Andreas H. Apelt, Martin Gutzeit (Hrsg.): Von der SED-Diktatur zum Rechtsstaat. Der Umgang mit Recht und Justiz in der SBZ. Metropol, Berlin 2012, ISBN 978-3-86331-070-7.
- mit Andreas H. Apelt, Jens Schöne (Hrsg.): 2 x Deutschland. Innerdeutsche Beziehungen 1972–1990. Mitteldeutscher Verlag, Halle (Saale) 2013, ISBN 978-3-89812-961-9.
- mit Andreas H. Apelt, Martin Gutzeit (Hrsg.): Schöner Schein und Wirklichkeit. Die SED-Diktatur zwischen Repression, Anpassung und Widerstand. Metropol, Berlin 2013, ISBN 978-3-86331-135-3.